# مبيد حشري

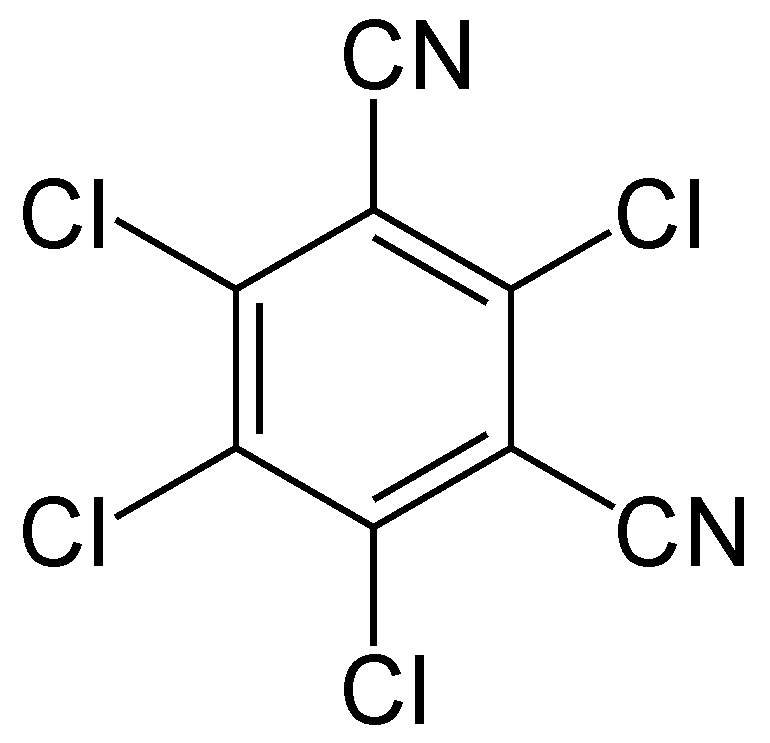

المبيد الحشري هو مبيد آفات يستخدم ضد الحشرات في جميع أطوار نموها.
إن عملية مكافحة الآفات الزراعية باستخدام أنواع من المبيدات الكيماوية، كما كانت تستخدم بعض مشتقات النباتات الطبيعية، ومن المبيدات الكيميائية التي استخدمت مخلوط بوردو الذي يتركب من كبريتات النحاس والكلس الحي والماء، ومستحضرات تتضمن الزئبق والرصاص والكبريت، ومثل هذه المبيدات تتصق بترسباتها الخاملة التي يمكن لها ان تتراكم في التربة ملوثة إياها لتغسل فيما بعد إما بالأمطار الهاطلة أو بواسطة الري بالمياه، محمولة إلى جدول الماء والأنهار مؤدية إلى موت الطحالب والأسماك. ومع ذلك فلم تكن تلك المواد الكيميائية غير عضوية ذات مخاطر كبيرة في تلويث التربة والماء.

## أقسام المبيدات
1- مبيدات الكلورينات العضوية، أو الهيدروكربونات الكلورينية:

تعليق

ومثل هذه المركبات تؤدي إلى حدوث أضرار تلويثية هامة في البيئة، ينجم عنها تسممات لمختلف الكائنات الحية التي تتعرض لها، ولذا توصف بأنها ملوثات سمية، وتستمد هذه المركبات آثارها من صفاتها. من الأمثلة عليها هو البنتاكلوروفينول.
2- المبيدات الفوسفورية العضوية:

تعليق

وقد تطور استعمالها في الخمسينات من القرن العشرين، وهي تستعمل الآن بكميات أكبر من الكلورينات العضوية رغم أنه أشد سمية، ذلك ان المركبات الفوسفورة العضوية غير مستقرة، لذا فإنها لا تستمر طويلاً في البيئة، كما أنها تتفكك حيويا بسرعة في التربة، وهي مبيدات قاتلة بسرعة للحشرات، وذات تأثير فعال على الجملة العصبية.

## أنواع المبيدات الحشرية شائعة الاستعمال
1-عضوية طبيعية:
- نيوكوتين.
- روتنويد.
- بيرثيروم.

2-عضويات تركيبية:
- الدرين.
- D.D.T.

أ- الكلورينات العضوية:
- كلوردان.
- ليندان.

ب-الفورسفوريات العضوية:
- مالاثيون.
- مينازون.

## أسباب انتشار المبيدات
- تأثير سريع (سريعة المفعول).
- الحصول عليها سهل بثمن رخيص.
- طريقة الاستعمال بسيطة.
- رمي القارورات والحاويات للمبيدات.

## الأضرار التي تسببها المبيدات للإنسان
- فقدان الذاكرة.
- شلل الجهاز التنفسي.
- ضعف جهاز المناعة.
- الحساسية.
- ارتفاع ضغط الدم.
- تلف الجهاز العصبي المركزي.
- الإصابة بالسرطان.
- انهيار وظائف الكبد والخلل الهرموني.

## أهم المشاكل التي تحدثها المبيدات الكيميائية
1-تأثيرها على النبات: وجد إن استعمال المبيدات الحشرية قد تؤدي أيضا بتأثير سلبي على النباتات من ناحية تغير لون الورق أو شدة النتح والتأثير على عملية البناء الضوئي، فعلى سبيل المثال المبيدات العشبية استعملت لإبادة الأعشاب الضارة على جوانب خطوط السكك الحديدية والطرق العامة وتسلك هذه المبيدات طريقين في الأثر

أ-إعاقة البناء الضوئي.

ب‌-تساقط الأوراق من خلال موت الخلايا حول عنق الورقة.

2-تأثيرها على الإنسان: من الممكن أن تسبب المبيدات أعراض مرضية عديدة منها تأثيرها على الجهاز العصبي وكذلك السرطان وخاصة الكبد وتأتي من خلال التراكم في النباتات ثم الحيوانات ثم الإنسان.

3-تأثيرها على الأسماك والطيور: وجد في بحيرة Big Bear في كاليفورنيا أن تركيز الـD.D.T في الماء 0.015 جزء في المليون بينما في بعض الأسماك وجد 0.94 جزء في المليون وفي طائر يتغذى على الأسماك وجد 3.91 جزء في المليون في حين غراب الماء والذي يتغذى على الأسماك المفترسة وجد 26.4 جزء في المليون.

4-التأثير على الحشرات النافعة: حيث أن المبيدات الكيميائية لا تميز بين الكائنات الضارة والنافعة وتؤدي إلى موت الحشرات النافعة مما يسبب خللاً في التوازن البيئي الطبيعي في البيئات ومن ثم يؤدي إلى انتشار الحشرات الضارة وتزداد فيها أيضا التراكم من خلال التغذية على النباتات الملوثة بالمبيد.

5-تأثيرها على التربة: يصل المبيد إلى التربة بعد الرش مما يؤثر على تركيب التربة والكائنات الموجودة فيها من بكتريا مثبتة للنيتروجين واحتمالية وصولها إلى المياه الجوفية مع الأمطار وانجراف التربة.

## المقاومة البيولوجية

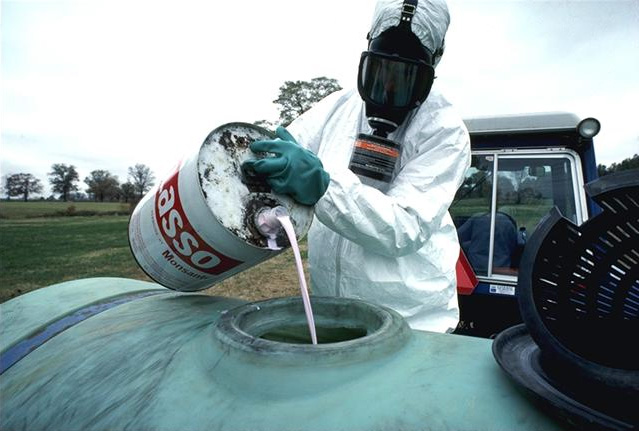
تعليق

تعريف: هي مجموعة من الطرق تستدعي استعمال كائنات حية في سبيل خفض نسبة الأضرار التي تسببها كائنات حية أخرى ضارة بالإنسان أو الحيوان أو المحاصيل.
مثال / استوردت الولايات المتحدة الأمريكية حشرة أبو العيد لمقاومة البق الدقيقي الأسترالي المتطفل على أشجار الحمضيات في ولاية كاليفورنيا
من أساليب المقاومة البيولوجية:
- استعمال الحشرات المفترسة والطيور وغيرها.
- استعمال الكائنات المتطفلة كالبكتريا والفيروسات والفطر.
- استعمال المواد الجاذبة أو الطاردة.
- استعمال تقنية تعقيم الحشرات الضارة (تعطيل الجهاز التناسلي لاحد الجنسين لمنع عملية التلقيح الطبيعية بين الذكر والانثى).
- استعمال الهرمونات (توضع الهرمونات لتجعل اليرقة تستمر في الانسلاخ وعدم الوصول إلى العذراء).

إن استخدام المبيدات بنسبة كبيرة أصبح تهديدا على صحة الإنسان لما تتركه من أثار ضارة فيما ينتج من محاصيل. وبالرغم أن هذا الاستخدام يمثل ضرورة ملحة لزيادة الإنتاج في ظل زيادة سكانيه متواصلة ورغبة من جانب الدولة في وجود فائض لتصديره... بالرغم من ذلك إلا أن صحة الإنسان ينبغي أن نضعها في الاعتبار. من هنا انقسم إلى فريقين أمام هذه المشكلة الصعبة، البعض يرى استخدامها بأي نسبة بشكل تأثيري تراكميا على صحة الإنسان والبيئة بينما يرى البعض الآخر أن استخدامها بحدودها المسموح لا يشكل خطرا على الإنسان! حتى لا يتعرض الإنسان للضرر